# Vanesa Gabriela Leiro
Vanesa Gabriela Leiro  ou simplesmente  Vanesa Leiro (Buenos Aires, 6 de maio de 1992) é uma atriz e cantora argentina. 

## Biografia
Sua primeira exposição na mídia pública foi no Super Pop Kids em 2001, onde estave em primeiro lugar na competição entre meninos, mas em 2002 e 2003 Vanesa consegue ser parte da Banda de Cantaniño e ganhou o primeiro lugar com o seu 
banda KtrasK.
Em 2007, Vanesa volta para a mídia pública, com a sua participação na Patito Feo com Laura Natalia Esquivel e Brenda Asnicar, tendo o papel de Martina, ainda a melhor amiga Luciana (Nicole Luis). Também em 2007 Vanessa teve uma aparição no Son de Fierro por um "bolus". 
Em 2008 teve um pequeno papel em Casi Angeles com o personagem de Cheta namorada Nacho. Ela também participou no programa mundialmente famoso, o:  Latin American Idol (Temporada 3).
Em 2010 Leiro entra no elenco de Sueña Conmigo com o papel de Marcia Lima, a antagonista da história.

## Filmografia
- Kids Super Pop (2001) - Ela mesma
- La Banda de Cantaniño KtrasK "(2002, 2003) - Ela mesma
- Patito Feo (2007) - Martina
- Casi Angeles (2008) - Cheta (namorada Nacho)
- Latin American Idol (2008) - Ela mesma
- Sueña Conmigo (2010) - Marcia Lima

### Revistas
- Patito Feo, a revista - 2007.2008
- Isa TKM 2007